# Miwacrepidius
Miwacrepidius Ôhira 1962 — род щелкунов из подсемейства Dendrometrinae представлен лишь одним видом: Miwacrepidius subcyaneus Motschulsky, 1866.

## Распространение
Распространён на Курильских островах (Кунашир) и в Японии (Хоккайдо, Хонсю).

## Описание
Щелкун от средних до больших размеров, в длину достигающий 13,5—20 мм. Тело имеет чёрную окраску, с ярким синим металлическим отливом; ноги коричневого цвета. Всё тело мелко опушено.
Усики у самца гребенчатые, у самки остропиловидные начиная с третьего сегмента. Третий сегмент усиков очень мелкий, шаровидной формы. Лоб без вдавления, килевидная лопасть узкая. Задний край проплевр без выемок. Кили на задних углах переднеспинки мощные, расположенные параллельно и очень близко к боковому краю. Бедренные покрышки задних тазиков почти параллельносторонние. Второй и третий сегменты лапок с большими лопастинками, первый и четвёртый с зачаточными лопастинками.

## Экология
Вид населяет смешанные леса. Проволочник развивается в гнилой древесине.